# Luciano Ratinho
Luciano Ferreira Gabriel, mais conhecido como Luciano Ratinho (Ribeirão Preto, 18 de outubro e 1979), é um ex-futebolista brasileiro que atuava como meia.

## Início de carreira
Começou profissionalmente no Botafogo de Ribeirão Preto, no ano de 1999, quando disputou algumas partidas pelo Campeonato Brasileiro daquele ano. Em 2000, conquistou o seu primeiro título da sua carreira o Campeonato Paulista da Série A-2, no mesmo ano foi peça importante do time que alcançou as oitavas de final do Módulo Amarelo da Copa João Havelange. Permaneceu no Botafogo até 2001, saindo após o vice campeonato paulista, quando foi jogar no Corinthians. Antes de assinar com o Corinthians chegou a ser cogitado no São Paulo.

## Corinthians
Chegou no Corinthians no segundo semestre de 2001, ao lado do goleiro Doni e do atacante Leandro, todos vindos do Botafogo de Ribeirão Preto. Foi contratado a pedido de Wanderley Luxemburgo e teve poucas chances no time titular.
Em 2002, sob o comando de Carlos Alberto Parreira conquistou a Copa do Brasil e o Torneio Rio-São Paulo. Após uma boa sequencia de jogos pela Copa dos Campeões e alguns amistosos, ele disputou apenas uma partida pelo Campeonato Brasileiro daquele ano após sofrer com lesões.
Retornou ao futebol no empate de 2–2 com o Palmeiras, pelo Campeonato Paulista. O Corinthians seria campeã paulista daquele ano. O seu último jogo pelo Corinthians foi a vitória por 3–0 sobre o Criciúma.

## Futebol gaúcho
No segundo semestre de 2003, foi emprestado para o Juventude de Caxias do Sul, onde disputou o Campeonato Brasileiro. 
E em 2004, foi emprestado para o Grêmio. Começou a temporada como titular e marcando gols importantes.  Mais as eliminações nas quartas de final da Copa do Brasil para o Flamengo e na semi final do campeonato gaúcho para o Ulbra, deixou o clube em crise. No meio da temporada foi afastado do elenco principal do time gaúcho pelo então técnico José Luís Plein. Sendo depois reintegrado ao elenco principal participando na campanha que resultou no rebaixamento do clube à segunda divisão.

## Outros clubes e fim da carreira
Jogou pelo Daejon Citizen, da Coreia do Sul entre 2005 e 2006. Retornou ao futebol brasileiro em 2006, para disputar o Campeonato Paulista pela Portuguesa Santista. Ainda no mesmo ano, foi para o Paysandu, a pedido do técnico Ademir Fonseca. 
Em 2006 foi para o Beira-Mar, clube de Portugal, onde ficou até 2007. Jogou no Shandong Luneng, clube da China.
Em 2009 voltou ao futebol brasileiro para jogar no Vila Nova de Goiás . No segundo semestre foi transferido para o America Mineiro   onde saiu em fevereiro de 2010. Na sequencia jogou na Chapecoense e encerrou 2010 atuando no Sertãozinho. 
Em 2011 foi jogou no Monte Azul, onde disputou o Campeonato Paulista Série A2. Levando o time muito próximo ao acesso. 
Em junho 2011 foi contratado pelo Tupi Football Club de Juiz de Fora (MG), onde foi uns dos principais jogadores na conquista do Campeonato Brasileiro da Série D. Ele participou de 15 jogos e marcou quatro gols. 
Em 2012, retornou ao futebol goiano dessa vez para atuar na Anapolina. No mesmo ano foi jogar no União Rondonópolis do Mato Grosso.

## Títulos
Corinthians
- Torneio Rio-São Paulo: 2002
- Copa do Brasil: 2002
- Campeonato Paulista: 2003